# Endoglina
La endoglina es una glucoproteína de membrana tipo I localizada en la superficie de la célula formando parte del complejo receptor del TGF-beta. Esta proteína consiste en un homodímero de 180 kDa con puentes disulfuro. Se ha encontrado en células endoteliales, macrófagos activados, fibroblastos y células de músculo liso.
La endoglina forma parte del complejo que conforma el receptor de TGF-beta 1. Por ello, podría estar implicada en la unión al receptor de diversas moléculas como TGF-beta 1, TGF-beta 3, activina-A, BMP2 y BMP7. Además de estar implicada en la ruta de señalización del TGF-beta, la endoglina podría tener otras funciones. Se ha postulado su posible implicación en la organización del citoesqueleto afectando a la morfología y a la migración celular. La endoglina también tiene un importante papel en el sistema cardiovascular así como en la remodelación vascular. Su expresión es regulada durante el desarrollo del corazón. En experimentos llevados a cabo con ratones knockout que no poseen el gen de la endoglina se ha observado que mueren debido a anomalías cardiovasculares.
En humanos, la endoglina parece estar implicada en un desorden autosómico dominante conocido como telangiectasia hemorrágica hereditaria tipo 1. Esta enfermedad se caracteriza por sangrados de nariz frecuentes, telangiectasia de la piel y las mucosas, pudiendo causar malformaciones arteriovenosas en diferentes órganos, incluyendo el cerebro, los pulmones y el hígado.
Los niveles de endoglina se han visto incrementados en mujeres embarazadas que finalmente desarrollan preeclampsia.

## Interacciones
La endoglina ha demostrado ser capaz de interaccionar con:
- Receptor de TGF-beta 1[4][5]
- Receptor de TGF-beta 2[4][5]

## Lecturas complementarias
- Attisano L, Wrana JL (1997). «Signal transduction by members of the transforming growth factor-beta superfamily.». Cytokine Growth Factor Rev. 7 (4): 327-39. PMID 9023056. doi:10.1016/S1359-6101(96)00042-1.
- Miyazono K (1997). «TGF-beta receptors and signal transduction.». Int. J. Hematol. 65 (2): 97-104. PMID 9071813. doi:10.1016/S0925-5710(96)00542-7.
- Fonsatti E, Altomonte M, Nicotra MR, et al. (2003). «Endoglin (CD105): a powerful therapeutic target on tumor-associated angiogenetic blood vessels.». Oncogene 22 (42): 6557-63. PMID 14528280. doi:10.1038/sj.onc.1206813.
- Luft FC (2007). «Soluble endoglin (sEng) joins the soluble fms-like tyrosine kinase (sFlt) receptor as a pre-eclampsia molecule.». Nephrol. Dial. Transplant. 21 (11): 3052-4. PMID 16870672. doi:10.1093/ndt/gfl439.
- López-Novoa JM (2007). «Soluble endoglin is an accurate predictor and a pathogenic molecule in pre-eclampsia.». Nephrol. Dial. Transplant. 22 (3): 712-4. PMID 17210583. doi:10.1093/ndt/gfl768.